# 2350 фон Люде
2350 фон Люде (2350 von Lüde) — астероїд головного поясу, відкритий 6 лютого 1938 року.
Тіссеранів параметр щодо Юпітера — 3,618.